# Seznam slovenskih narodnih jedi
Najpomembnejše slovenske narodne jedi.

## Seznam

### Juheinobare
- Bakalca
- Bograč
- Jota
- Mineštra
- Poljša obara
- Prežganka
- Šara
- Štajerska kisla juha

### Brezmesnejedi
- Ajdovi žganci
- Aleluja
- Bezgovo cvrtje
- Bloška kavla
- Čompe
- Fižolovi štruklji
- Fritaja
- Frtalja
- Idrijski žlikrofi
- Jabolčna čežana
- Janška vezivka
- Kaša
- Kostelske hrge
- Kostelski želodec
- Krapi
- Ljubljanska jajčna jed
- Maslovnik
- Matevž
- Melda
- Mešta
- Močnik
- Polenta
- Pražen krompir
- Repa s fižolom ribničan
- Smojka
- Štruklji (pehtranovi štruklji, orehovo-ajdovi štruklji, jabolčni štruklji, sirovi štruklji)
- Svaljki
- Všenat zelje

### Mesnejedi
- Budelj
- Bujta repa
- Bunka
- Furešna
- Jetrnice
- Kranjska klobasa
- Krvavice
- Leteči žganci
- Mavta
- Mavželj
- Meso iz tunke
- Mežerli
- Pečena gos z rdečim zeljem
- Povijaka
- Prata
- Prleška tünka
- Pršut
- Ričet
- Ščuka s fižolom
- Šivanka
- Švacet
- Tripe
- Zaseka
- Žabji kraki
- Želodec
- Žitna klobasa jeglača
- Muračevec
- Murkačevec
- Bunkalice
- Kisli možgani
- Tržiške bržole

### Močnate jediinpecivo
- Ajdov krapec
- Bobi
- Buhteljni
- Cmoki
- Dražgoški kruhki
- Prekmurska gibanica
- Prleška gibanica
- Hajdinjača
- Krhki flancati
- Krofi
- Kruhov krapec
- Krompirjev krapec
- Kobariški štruklji
- Kvasenica
- Ljubljanski štruklji
- Ljubljanske skutne palačinke
- Miške
- Mlinci
- Ocvirkovica
- Pinca
- Pogača
- Poprtnik
- Posolanka
- Potica (orehova potica, pehtranova potica, ocvirkova potica, medena potica)
- Povitica
- Šarkelj
- Škofjeloški kruhki
- Špehovka
- Vrtanek
- Zlevanka

### Pijače
- Cviček
- Kislo mleko
- Jabolčnik
- Pinjenec
- Šabesa
- Tolkovec
- Češnjevec
- Slivovka
- Brinjevec
- Teran
- Tropinovec
- Smrekovec
- Borovničevec